# زمین‌لرزه ۲۰۰۵ کشمیر
زمین‌لرزه کشمیر  در تاریخ ۸ اکتبر ۲۰۰۵ میلادی، برابر با ‎۱۶ مهر ۱۳۸۴، ساعت ۳:۵۰:۴۰ به زمان یوتی‌سی در پاکستان، منطقه کشمیر رخ داد. ژرفای این زلزله ۱۹٫۱ کیلومتر بود، و بزرگی آن ۷٫۶ در مقیاس Mw اعلام شده‌است. زمین‌لرزه به وقت محلی در روز شنبه، ساعت ۸ روی داده و منطقه زمانی آن یوتی‌سی +۵ بوده‌است .
سازمان زمین‌شناسی آمریکا نیز رومرکز این زمین‌لرزه را در مختصات ۳۴°۳۲′۲۰″شمالی ۷۳°۳۵′۱۷″شرقی / ۳۴٫۵۳۹°شمالی ۷۳٫۵۸۸°شرقی و ژرفای آن را در ۲۶ کیلومتر گزارش کرده‌است. بزرگی برگزیدهٔ این سازمان از میان بزرگی‌های محاسبه‌شدهٔ مختلف ۷٫۶ در مقیاس Mw بوده و از دید اثر، در میان چهار دسته‌بندی «نامحسوس»، «محسوس»، «زیان‌آور» یا «با تلفات»، زلزله را «با تلفات» اعلام کرده‌است.همهٔ روستاها و ۸۰ درصد Uri و دستکم ۳۲۳۳۵ ساختمان در زمین‌لرزه خراب شده‌است.رانش زمین در آن به وجود آمده‌است.روانگرایی در این زمین‌لرزه ایجاد شده‌است.
پروژهٔ «تنسور گشتاور مرکزوار» زاویه‌های (راستا، شیب، ریک) گسل سازندهٔ زمین‌لرزه و صفحه عمود بر آن را (°۳۳۴، °۴۰، °۱۲۳) یا (°۱۱۴، °۵۷، °۶۵) و نوع گسل را «معکوس» فرارسانده‌است.
شمار کشتگان زلزله حدود ۸۷۳۵۱ نفر بوده‌است.تعداد زخمیان ۷۵۲۶۶ نفر برآورده شده‌است.بی‌خانمان شدگان نیز ۲۸۰۰۰۰۰ نفر اعلام شده‌است.